# 産業党裁判
産業党裁判（さんぎょうとうさいばん、1930年11月25日-12月7日、ロシア語: Процесс Промпартии）は、複数のソビエトの科学者と経済学者がソビエト連邦政府に対するクーデターを計画したとして告訴され有罪判決を受けた見せしめ裁判である。

## 概要
法務副人民委員（大臣）、RSFSR検事総長補佐、著名なボリシェヴィキであったニコライ・クルイレンコがこの事件を起訴した。
被告は、レオニード・ラムジン、ピョートル・オサドチー、ニコライ・チャルノフスキー、アレクサンドル・フェドートフ、ラリチェフ (Ларичев)、オチュキン (Очкин)、シトニン（Ситнин）、イワン・カリンニコフ、クプリャノフ（Куприянов）を含む著名なソビエトの経済学者と工学者のグループであった。彼らは、反ソビエト「工学者組織の同盟」または「産業党（Prompartiya）」を結成し、1926年から1930年の間にソビエトの工業と運輸を破壊しようとしたとして告訴を受けた。
関連して、ソビエト科学アカデミーの多くの著名な会員（エフゲニー・タルレ、セルゲイ・プラトーノフ、ニコライ・リハチョフ、Sergei Bakhrushinなど）が1930年に逮捕された。彼らは共謀者として「産業党」裁判中に言及された。しかしながら、それに続く裁判は行われず、彼らは数年間ソ連の辺境地域にひそかに追放された。
1936年までにラムジンら被告の多くは罪状を取り消され解放されたが、一部の被告は大粛清の犠牲となった。1989年にすべての被告が罪状を取り消され、名誉回復された。